# بيرسي روخاس
بيرسي روخاس (بالإسبانية: Percy Rojas)‏ (مواليد 16 سبتمبر 1949) هو لاعب كرة قدم. يلعب مع منتخب بيرو لكرة القدم. سبق له أن لعب في كأس العالم لكرة القدم مع منتخب بلاده.

## روابط خارجية
- بيرسي روخاس على موقع الاتحاد الدولي (مؤرشف)  (الإنجليزية)
- بيرسي روخاس على موقع الاتحاد الأوربي (الإنجليزية)
- بيرسي روخاس على موقع قاعدة بيانات كرة القدم.إي يو (الإنجليزية)
- بيرسي روخاس على موقع ناشيونال فوتبول تيمز (الإنجليزية)
- بيرسي روخاس على موقع عالم كرة القدم.نت (الإنجليزية)